# 艾蒂安一世 (勃艮第)
艾蒂安一世（法語：Étienne Ier de Bourgogne，1065年—1102年5月17日），勃艮第伯爵，1097年至1102年在位。

## 家庭
艾蒂安一世的妻子是洛林公爵格拉爾的女兒貝亞特麗絲，兩人共有2子2女：
1. 雷諾三世（—1148年）
2. 威廉四世（英语：William III of Mâcon）（—1156）
3. 伊莎貝拉，與香檳伯爵于格一世結婚
4. 瑪格麗特